# Liberté chérie (logia masónica)
Liberté chérie ("libertad querida") fue una logia masónica conocida por haber funcionado adentro del campo de concentración nazi de Esterwegen durante la Segunda Guerra Mundial.

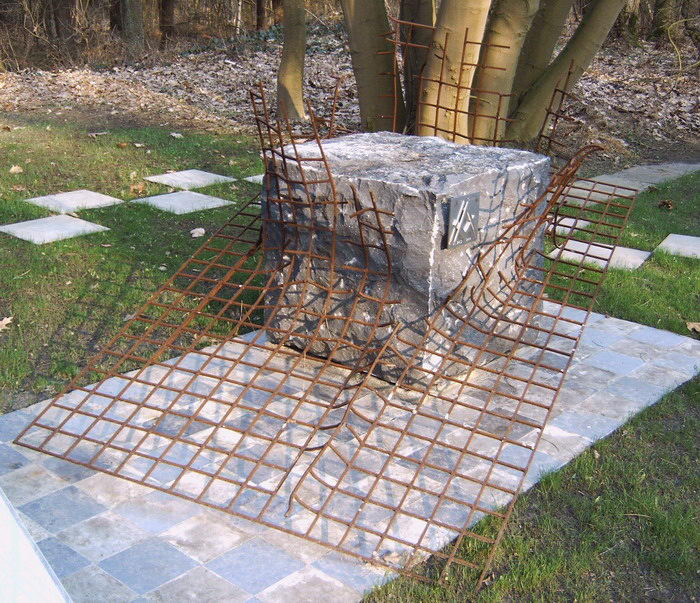
Monumento en el campo de concentración de Esterwegen

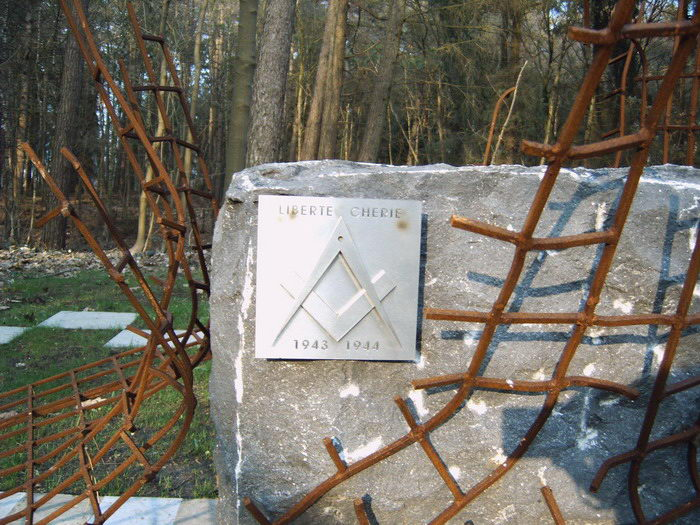
Detalle del monumento

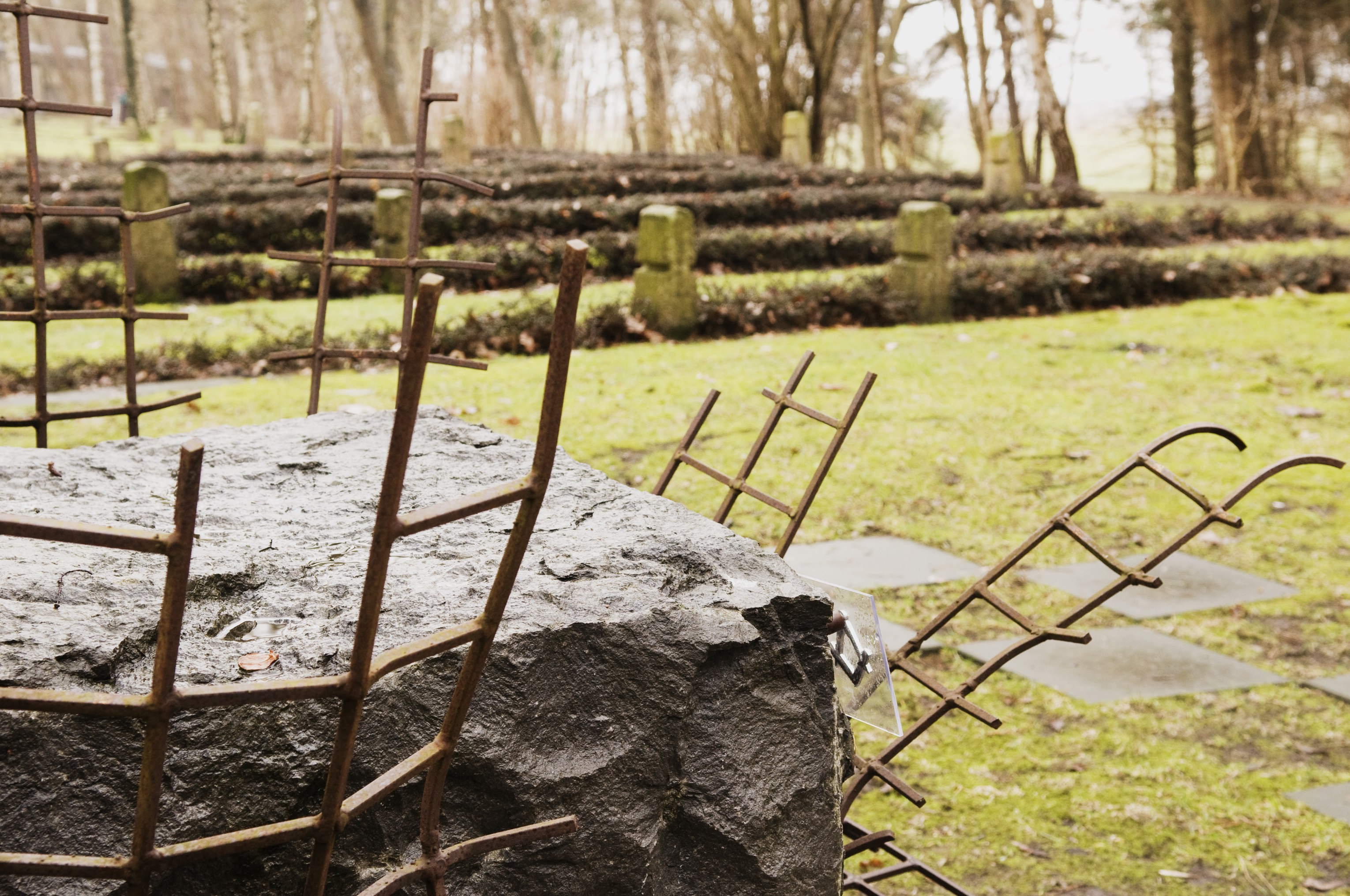
Vista del cementerio

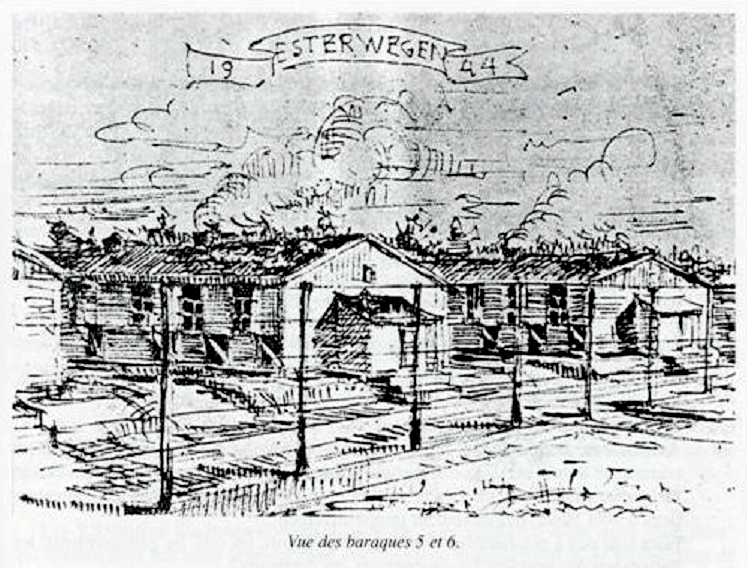
Dibujo de las cabañas 5 y 6 del campo de Esterwegen.

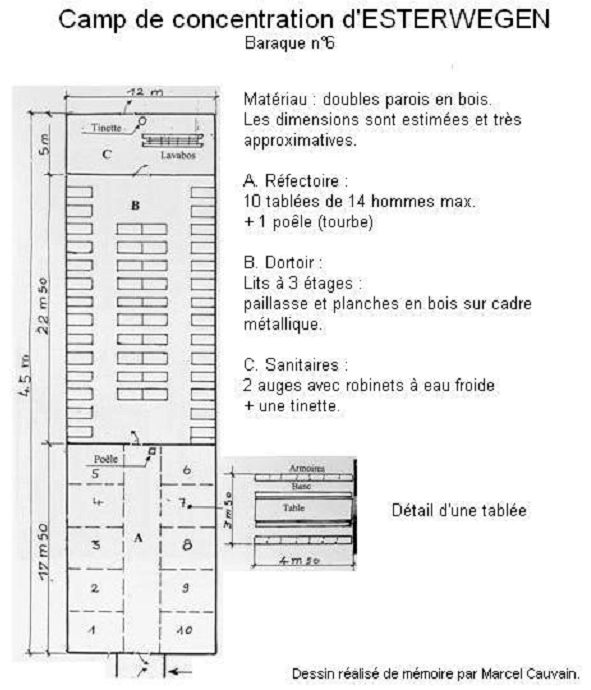
Plan de la cabaña número 6 del campo de Esterwegen

## Fundación
La logia se fundó en la segunda quincena de noviembre de 1943, después de la llegada del maestro masón Amédée Miclotte a la cabaña 6 del campo de concentración Emslandlager VII de Esterwegen, el 22 de noviembre de 1943, por siete masones belgas deportados para hechos de resistencia. El nombre de la logia se escogió según las palabras del Canto de los pantanos (traducción del Borgermolied) creado en 1933 a Börgermore y Esterwegen, haciendo referencia a la Marsellesa, difundido luego por los prisioneros políticos alemanes y retransmitidos al extranjero donde ha sido traducido y cantado en las organizaciones de juventud esculta y demás así como por las miembros de las brigadas internacionales.
Los siete fundadores fueron:
- Paul Hanson ("Hiram", oriente de Lieja); 1889 - fallecido a Essen el 26 de marzo de 1944
- Luc Somerhausen ("Action et Solidarité n°3" (Acción y Solidaridad), oriente de Bruselas); 1903 - fallecido a Bruselas el 5 de abril de 1982
- Guy Hannecart ("Les Amis philantropes n°3" (Los Amigos filántropos), oriente de Bruselas); 1903 - fallecido a Bergen-Belsen el 25 de abril de 1945
- Jean Sugg ("Les Amis philantropes n°3", oriente de Bruselas); 1897 - fallecido a Buchenwald el 6 de mayo de 1945
- Joseph Degueldre ("Le Travail" (El Trabajo), a Verviers) ; fallecido a Pepinster el 19 de abril de 1981
- Amédée Miclotte ("Les Vrais Amis de l'union et du progrès réunis" (Los Verdaderos Amigos de la unión y del progreso reunidos), oriente de Bruselas); fallecido a Gross-Rosen el 8 de febrero de 1945
- Franz Rochat ("Les Amis philantropes n°3", oriente de Bruselas); 1908 - fallecido a Untermansfeld el 6 de enero de 1945

Hubo también dos "afiliados" llegados a Esterwegen en febrero y marzo de 1944:
- Jean-Baptiste de Schrijver ("La Liberté" (La Libertad), oriente de Gante); fallecido el campo de concentración de Gross-Rosen el 9 de febrero de 1945
- Henri Story ("Le Septentrion" (El Septentrión), oriente de Gante); fallecido en el campo de concentración de Gross-Rosen el 5 de diciembre de 1944

En lo sucesivo, poco antes la salida de Luc Somerhausen el 22 de febrero de 1944, iniciaron, y después elevaron hasta el tercer grado el hermano Fernand Erauw; fallecido a Ottenbourg el 8 de abril de 1997. El hermano Franz Bridoux, iniciado después de la guerra, estuvo también prisionero en la misma cabaña del 16 de noviembre de 1943 al 15 de abril de 1944. Paul Hanson fue elegido venerable maestro.

## Funcionamiento
El domingo en la mañana, mientras que los católicos se reunían al fondo del dormitorio para la misa con ambos sacerdotes deportados, los hermanos reunían la logia en el otro cuarto de la cabaña número 6, alrededor de una mesa que era utilizada habitualmente para la clasificación de los cartuchos. Los deportados no católicos y no masones aseguraban la guardia a la entrada de la cabaña.
La cabaña número 6 estaba ocupada por prisioneros "noche y niebla" (Nacht und Nebel) extranjeros (aproximadamente 85 % de Belgas, 10 % de Franceses de Norte-Paso de Calais, etc.). Los campos de Emslandlager eran un conjunto de campos cuya historia está presentada en la exposición permanente del centro de documentación y de información de Papenburg. Este conjunto de quince campos estaba establecido cerca de la frontera con los Países Bajos y estaban administrados desde Papenburg.
Luc Somerhausen describió la iniciación de Erauw y las demás ceremonias como de las más meras. Estas ceremonias tuvieron lugar a una de las mesas con un ritual extremadamente simplificado cuyos componentes estuvieron explicados al candidato con el fin de que, en lo sucesivo, pueda participar a los trabajos de la logia. Estuvieron protegidas de las miradas de los demás prisioneros y de los vigilantes por los algunos no-católicos y no masones que eran deportados en la misma cabaña.
Había más de un centenar de prisioneros en la cabaña número 6, donde estaban encerrados prácticamente las 24 horas, tenían el derecho de salir solo una media hora por día, bajo vigilancia. Durante toda el día los prisioneros clasifican los cartuchos y de las piezas de radio. Los prisioneros políticos o de derecho común alemanes de la otra mitad del campo estaban obligados a trabajar en condiciones espantosas en las canteras de turba de los alrededores. La alimentación era sí pobre que los prisioneros perdían un promedio de 4 kg cada mes.
Después de la tenida de instalación de la logia, otras reuniones temáticas estuvieron organizadas. Una de ellas fue dedicada al símbolo del gran Arquitecto del Universo, otra al porvenir de Bélgica y otra al lugar de las mujeres en la francmasonería. Somerhausen, Erauw y el doctor Degueldre sobrevivieron a la detención y la logia cesó sus trabajos en primavera 1944 en el momento de la transferencia de todos los prisioneros Nacht und Nebel hacia otros campos más al centro de Alemania.
La respetable logia "Liberté chérie" es matriculada bajo el número 29bis al Gran Oriente de Bélgica.

## Los miembros de la logia
- El venerable maestro de la logia, el juez Paul Hanson, nacido a Lieja el 25 de julio de 1889, era miembro de la logia « Hiram » a Lieja. Participando en un servicio de informaciones y de acción, está arrestado el 23 de abril de 1942. Es más tarde transferido a Essen y muere en las ruinas de su prisión, destruida por une redada aliada el 26 de marzo de 1944.[2]
- El doctor Franz Rochat, profesor de universidad, farmacéutico y director de un importante laboratorio farmacéutico, nació el 10 de marzo de 1908 a Santo-Gilles. Trabaja clandestinamente para el periódico de la resistencia La Voz de las Belgas, antes su arresto el 28 de febrero de 1942. Transferido al campo de concentración de Untermansfeld en abril de 1944, muere el 6 de enero de 1945.
- Jean Sugg nació el 8 de septiembre de 1897 en Gante. De origen suizo-alemán, trabaja con Franz Rochat en la prensa de la resistencia, traduciendo los textos alemanes y suizos, y participa en diferentes periódicos clandestinos, cuyos La Libre Belgique, La Légion noire, Le Petit Belge y L'Anti Boche. Muere al campo de concentración de Buchenwald el 6 de mayo de 1945.
- Jean Sugg y Franz Rochat pertenecían a la logia "Les Amis philanthropes" n°3 en Bruselas.
- Guy Hannecart, abogado, poeta, novelista y dramaturgo, nacido a Bruselas el 20 de noviembre de 1903, pertenecía a la logia "Les Amis philanthropes" n°3 en Bruselas. Miembro del Directorio nacional del Movimiento nacional belga (francés: Directoire national du Mouvement national belge), está arrestado el 27 de abril de 1942. Muere al campo de concentración de Bergen-Belsen el 25 de febrero de 1945.
- Joseph Degueldre, doctor en medicina, nacido a Grande-Rechain el 16 de octubre de 1904, era miembro de la Logia "Le Travail" a Verviers. Miembro del Ejército secreto (francés: Armée secrète), jefe de sección de S.A.R., está arrestado el 29 de mayo de 1943. Transferido a la prisión de Ichtershausen en abril de 1945, participa en una "marcha de la muerte", a donde se escapa y fue repatriado luego por la aviación estadounidense lo 7 de mayo de 1945. Muere el 19 de abril de 1981 a la edad de 78 años.
- Amédée Miclotte, profesor, nació el 20 de diciembre de 1902 a La Hamaide y pertenecía a la logia "Les Vrais Amis de l'union et du progrès réunis". Jefe de sección a los Servicios de informaciones y de acciones (francés: Services de renseignements et d'actions), es arrestado el 29 de diciembre de 1942. Es visto para la última vez en detención, el 8 de febrero de 1945 a Gross-Rosen.
- Jean De Schrijver, coronel del ejército belga, nació el 23 de agosto de 1893 en Aalst. Era miembro de la logia "La Liberté" en Gante. El 2 de septiembre de 1943, es arrestado por espionaje y posesión de armas. Muere a Gross-Rosen el 9 de febrero de 1945.
- Henry Story nació el 27 de noviembre de 1897 en Gante. Era miembro de la logia "Le Septentrion" en Gante. Capitán a los Servicios de informaciones y de acción, arrestado el 20 de octubre de 1943, muere el 5 de diciembre de 1944 a Gross-Rosen.
- Luc Somerhausen, periodista, nació el 26 de agosto de 1903, a Hoeilaart. Pertenecía a la logia "Action et Solidarité" n°3 y fue gran secretario-adjunto del gran Oriente de Bélgica. Suboficial a los Servicios de informaciones y de acciones, es arrestado el 28 de mayo de 1943 en Bruselas. Repatriado el 21 de mayo de 1945, envía en agosto de la mismo año un informe detallado al gran maestro del gran Oriente de Bélgica en el cual relata la historia de la logia "Liberté chérie". Muere el 5 de abril de 1982 a la edad de 79 años.
- Fernand Erauw, secretario del Tribunal de Cuentas de Bélgica y oficial de reserva en la infantería, nació el 29 de enero de 1914 en Wemmel. Es arrestado el 4 de agosto de 1942 por pertenencia al Ejército secreto, donde había el grado de teniente.  Se escapo y estuvo retomado en 1943. Erauw y Somerhausen se encuentran en 1944 en el campo de concentración de Oranienburg-Sachsenhausen y quedan inseparables en lo sucesivo. En primavera 1945, participan en una "marcha de la muerte". Repatriado el 21 de ayo de 1945 y hospitalizado al hospital Saint-Pierre de Bruselas, Erauw no pesaba entonces más que 32 kg  para 1,84 m. Último superviviente de "Liberté chérie", muere a la edad de 83 años, en 1997.

## El monumento
Un monumento, creado por el arquitecto Jean De Salle, estuvo elevado por los francmasones belgas y alemanes el 13 de noviembre de 2004. Hace a partir de ahora parte del conjunto del memorial de Esterwegen. Wim Rütten, gran maestro de la Federación belga del Derecho humano, declaró en su discurso:
"Estamos reunidos aquí hoy en este cementerio de Esterwegen, no para llorar, sino para expresar públicamente un pensamiento libre: En memoria de nuestros hermanos, los derechos humanos nunca serán olvidados!"